# Onofre Muniz Gomes de Lima
Onofre Muniz Gomes de Lima (Camocim, 17 de abril de 1891-  23 de abril de 1969) foi um militar e político brasileiro.
Fez os preparatórios no Colégio Militar do Rio de Janeiro e Escola Militar de Porto Alegre, cursando em seguida a Escola de Artilharia e Engenharia de Realengo. 
Fez brilhante carreira militar, culminando com o posto de General. Foi comandante da Polícia Militar do Distrito Federal, atual Polícia Militar do Estado do Rio de Janeiro, entre 1947 e 1948, delegado substituto da Comissão de Limite e Caracterização da Fronteira Brasil-Uruguai e adido militar do governo brasileiro no México.
Ingressou na política, candidatou-se ao Governo do Ceará e foi eleito Senador (1951/1959), tendo desempenhado importantes funções, inclusive a presidência da Comissão de Segurança Nacional, em nossa principal casa legislativa.